# Улица Ратаскаэву
Улица Ра́таскаэву (эст. Rataskaevu tänav — «улица Колёсного колодца», Колёсная улица, нем. Raderstraße) — улица в историческом районе Старый город Таллина (Эстония), соединяет улицу Пикк и улицы Люхике-Ялг, Нигулисте и Рюйтли. Протяжённость — 167 метров.

## История
Часть древней дороги, ведущей с городского холма Тоомпеа в материковые районы Эстонии. Впервые упоминается в 1361 году. Название улицы (эст. ratas- — колесный, kaev — колодец) связано с существовавшим здесь колёсным колодцем (впервые упомянут в 1375 году). Колодец был закрыт для использования в середине XIX века по санитарным требованиям.
С колодцем связано предание об обитавшей в нём водяном (русалке) и предрассудок кошачьего жертвоприношения.
К Олимпиаде-80 (1980) на улице был воссоздан макет колодца.
Исторически на этих землях находилась германская колония, образованная в 1230 году 200-ми семей германских купцов-переселенцев. В середине XIII века здесь была возведена церковь Нигулисте.
На российских дореволюционных картах улица указывалась как Колёсная.
С 1950 по 1987 год была объединена с улицей Рюйтли под общим названием — Ратаскаэву.

## Легенды. «Дом с привидениями»
Один горожанин промотал своё состояние. В эту минуту отчаянья к нему в дом явился незнакомец. Гость попросил позволения сыграть свадьбу на верхнем этаже. Незнакомец пообещал награду, но предупредил, что никто не должен подниматься наверх. Каждого, кто увидит тайную свадьбу, ждет скорая смерть. Горожанин, который из-за разорения был готов на самоубийство, сразу согласился. Всю ночь на верхнем этаже дома горели огни, играла музыка, слышался топот от танцев гостей.
Один слуга не смог побороть любопытства и поднялся по лестнице, чтобы посмотреть на тайный бал. Вскоре несчастный умер, но успел сказать, что той ночью видел свадьбу дьявола.— Легенды старого Таллинна

## Застройка

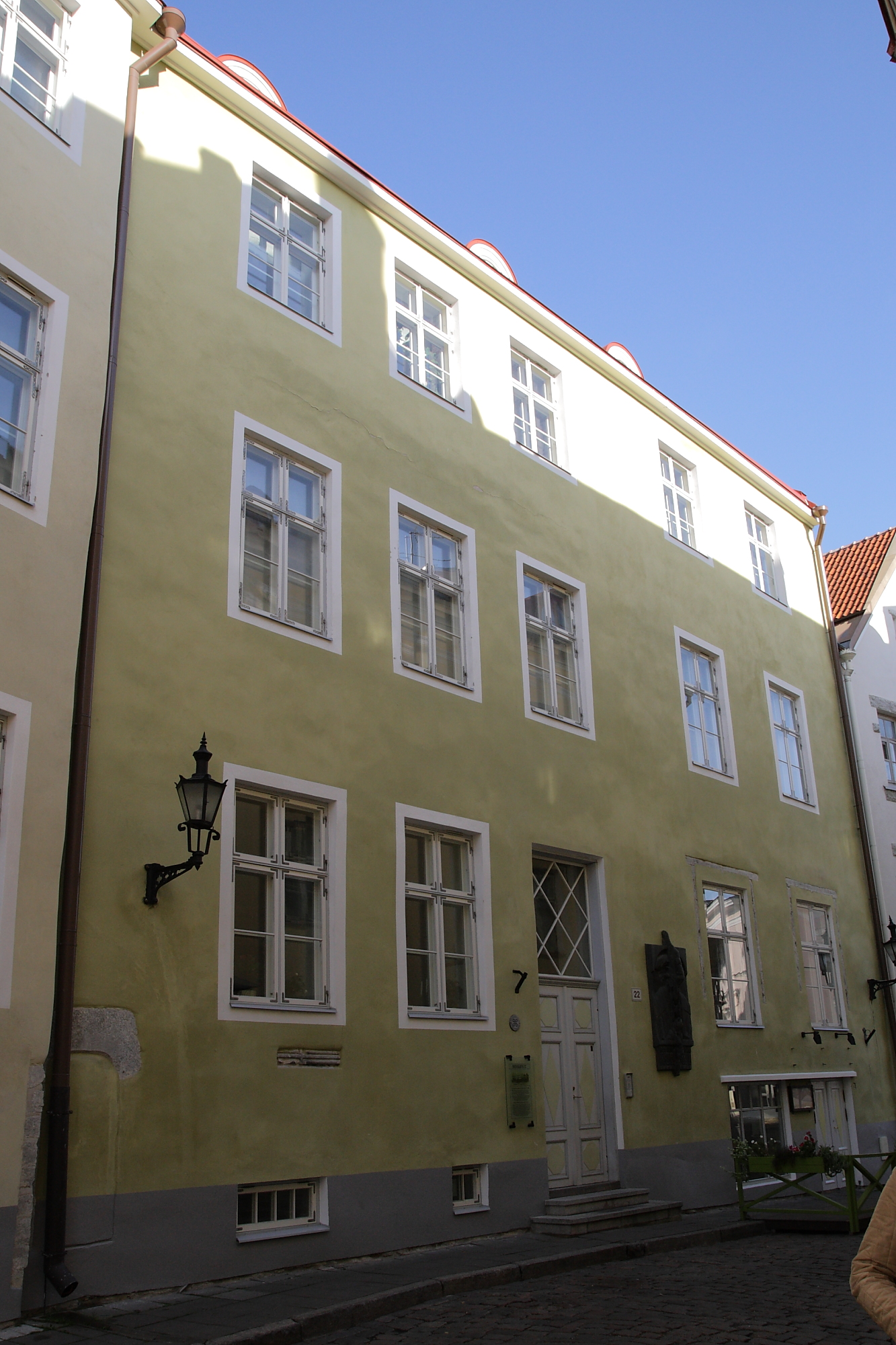
Дом 22

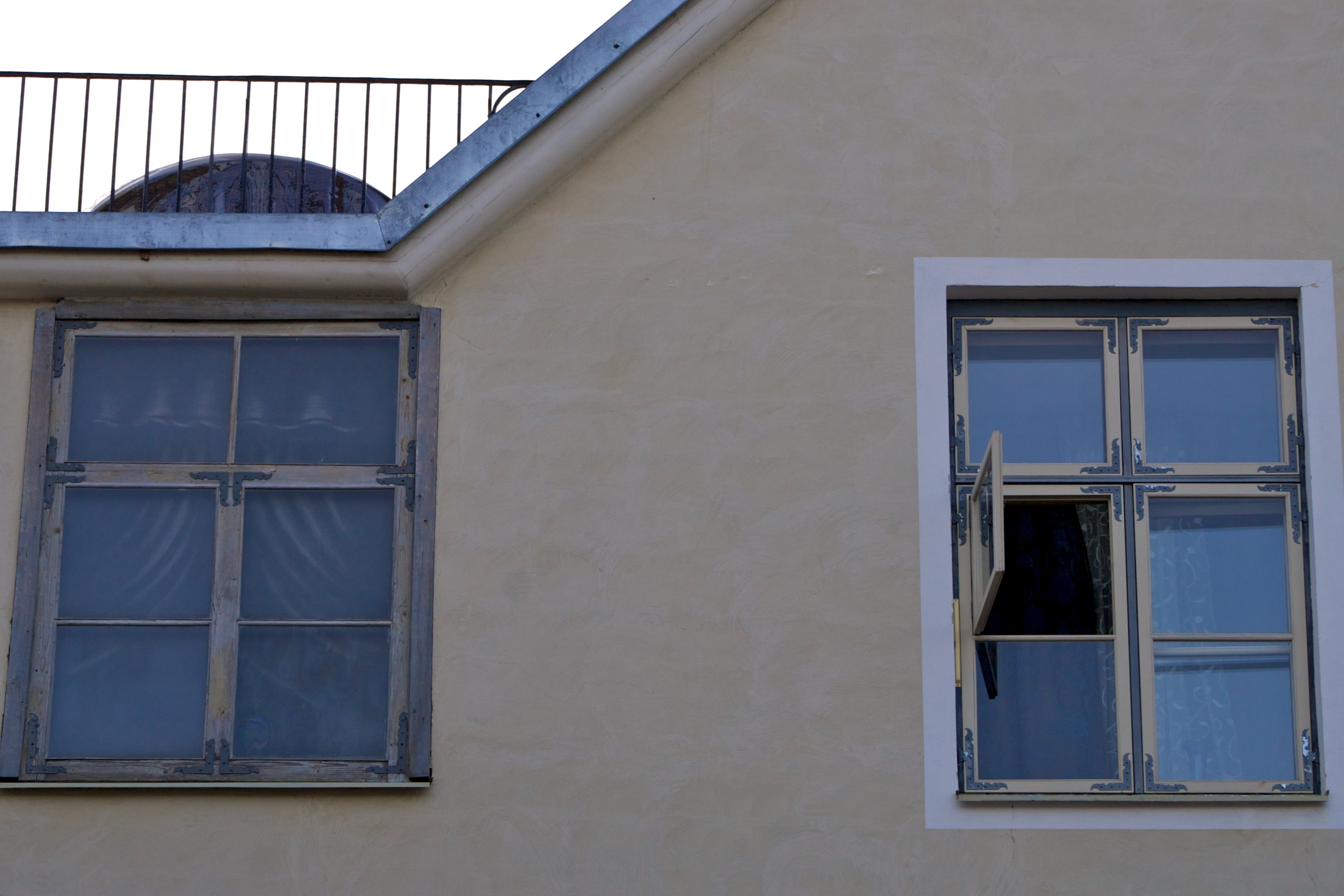
Дом 16. Слева — замурованное окно «нечистой» квартиры

- Дом 2 (по улице Пикк) — здание Департамента охраны культурных ценностей (1922, архитектор Артур Перна)[7].
- Дом 3 — бывший ресторан «Ду Норд» (архитектор Тамм (старший)).
- Дом 4 — посольство Бельгии.
- Дом 7 — старейший в городе отель «Санкт-Петербург»[8].
- Дом 10 — Театр фон Краля[9].
- Дом 15 — бывшая больница.
- Дом 16 — «Дом с привидениями»[10].
- Дом 22 — собственный дом Михеля Зиттова.

## Улица в кинематографе
Дом № 20 «сыграл роль» ресторана «Must Kass» («Чёрный кот») в 5-й серии фильма «Вариант «Омега»». Интересно, что и в фильме дом выступает под тем же номером — 20.